# Хайп
Хайп (англицизм от слова hype — «шумиха») — агрессивная и навязчивая реклама, целью которой является формирование предпочтений потребителя. 
Название агрессивной и навязчивой рекламы происходит от слова, означающего надувательство, обман или трюк для привлечения внимания. Это же слово может использоваться в адрес человека или названия (бренда) чего-либо, популярность которого пытаются «раздуть» (преувеличить) искусственно. Также в современном русском языке, в социальных сетях, словом «хайп» называют любой ажиотаж вокруг чего-либо, созданный не рекламными агентами, а обычными людьми.

## Характеристики
В отличие от традиционной рекламы, основное назначение которой — сообщение информации о товаре, хайп, или «сверхреклама», ставит задачу не столько информационную, сколько стимулирующую. Как следствие, смысловое содержание такой рекламы резко снижено, а на первый план выходит внешняя форма рекламного сообщения. Хайп характерен для общества потребления, вкусовые предпочтения которого формируются за счёт избыточного потока информации. В капиталистических обществах после Второй мировой войны этот вид рекламы становится основным и превращается в отдельную высокодоходную индустрию.
Поскольку такая реклама носит массовый характер, с появлением современных средств массовой информации, в первую очередь телевидения, её производство выходит на новый уровень. Основную роль в ней играют рекламные агентства, организация которых достигает уровня промышленного производства. Другим участником рынка являются рекламные подразделения традиционных корпораций, выполняющие те же функции, что и независимые рекламные агентства, но в составе своей организации.
Характерным признаком является противоположно направленный финансовый поток: в то время как традиционную рекламу заказывает производитель рекламному агентству, в случае с хайпом сами рекламные агентства становятся источником заказов и, соответственно, доходов в отношении прессы, кино-, теле- и радиокомпаний. Этот сегмент рынка формируется под рекламу, а не наоборот.
Социальными последствиями нового подхода к рекламе становятся смещение интересов общества к пассивному потреблению, исчезновение естественно сформированных массовых предпочтений, угнетение способности к самостоятельному анализу, трата денег на товары и услуги, не являющиеся необходимыми, в том числе превышающие финансовые возможности людей.
В конце XX века отмечалась и недобросовестность, вплоть до мошенничества, этого вида рекламы. Для противодействия подобной практике государство использует законодательные меры.
Хайп используется в контексте истерии, когда происходит сильный всплеск интереса к ранее непримечательному объекту или событию. Хайп создаётся целенаправленно, базируясь на настоящих интересах аудитории, на которую он рассчитан.
Хайп ориентирован не только на популяризацию личности или объекта, но и на то, чтобы получить от этой акции реальную прибыль.

## Этимология
Существует несколько версий происхождения слова. По одной из них, hype является сокращением от hyperbola. По другой — от hyper, «сверх». Согласно толковому словарю издательства Meriam-Webbster, слово в глагольной форме появилось около 1931 года, а в качестве существительного зафиксировано в 1951 году. Происхождение не установлено.
Русские аналоги — «назойливая реклама», «ажиотаж», «истерия», «информационный шум». С английского языка это слово может переводиться как «преувеличение» или «гипербола». Канадско-американский лингвист Стивен Пинкер в своей книге переводит «хайп» как «пафос» или «шум».